# Триплет Кука

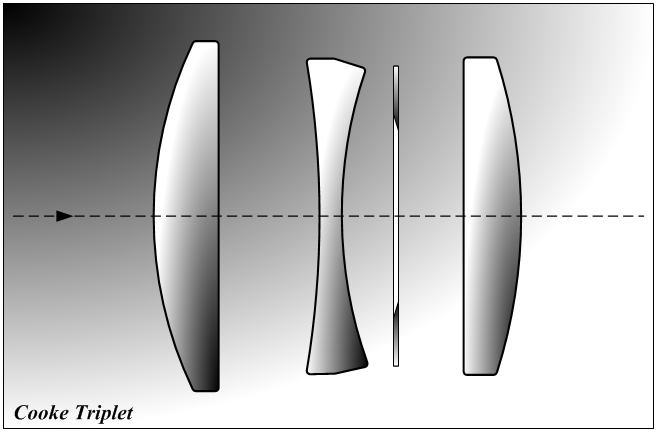
Оптическая схема Триплета Кука

Трипле́т Ку́ка, трипле́т Те́йлора, объекти́в Ку́ка, в старых источниках ку́ковская ли́нза — несимметричный объектив, состоящий из трёх линз, разделённых воздушными промежутками. Разновидность несклеенного триплета, рассчитанная и запатентованная в 1894 году Гарольдом Тейлором (англ. Harold Dennis Taylor) для английской оптической компании «Тэйлор-Гобсон» (англ. Taylor, Taylor & Hobson). Название «Триплет Кука» (англ. Cooke Triplet) образовано по имени подразделения компании-заказчика, позднее названного Cooke. Не следует путать объектив со склеенным триплетом того же автора, известным как «апохромат Тейлора», и рассчитанным годом ранее.

## Особенности конструкции

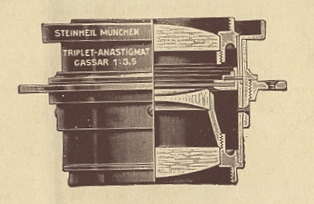
Объектив «Триплет» мюнхенской фирмы C.A. Steinheil & Soehne. 1890-е годы

В отличие от большинства объективов своей эпохи, Триплет Кука исправлен от астигматизма и кривизны поля изображения, давая на плоском светоприёмнике равномерную резкость в пределах углового поля до 60° при светосиле f/3,5. Он состоит из трёх линз, средняя из которых рассеивающая, а передняя и задняя — собирающие. Апертурная диафрагма расположена, как правило, между второй и третьей линзами.
Идея Тейлора заключалась в модернизации хорошо известного двухлинзового дублета, состоящего из положительной и отрицательной линз. В общем случае их оптические силы приблизительно равны, и из-за противоположных знаков взаимно компенсируются. Однако, за счёт воздушного промежутка между линзами (воздушной линзы) суммарная оптическая сила не равна нулю, а положительна. Причём из-за равенства сил и показателей преломления стёкол равна нулю четвёртая сумма Зейделя—Петцваля, определяющая кривизну поля. Если в таком объективе разделить собирающую линзу и поместить её «половинки» по разные стороны рассеивающей, значение четвёртой суммы не изменится, но появится возможность исправлять аберрации широких наклонных пучков: кому, астигматизм и дисторсию.
Хроматические аберрации триплета исправляются, как обычно, за счёт применения неодинаковых по дисперсии оптических стёкол. Подобный трёхлинзовый тип ахромата был предложен Петером Доллондом (англ. Peter Dollond) вместо двухлинзового дублета в 1765 году в качестве объектива телескопа. Из остаточных аберраций триплета наиболее заметны кома, хроматизм увеличения, а также аберрации высших порядков, например, сферическая аберрация широких наклонных пучков. Триплет Кука примечателен тем что обладает мягким приятным рисунком и боке, по этим параметрам являющимся непревзойдённым эталоном.

## Дальнейшее развитие

Схемы некоторых модификаций триплета

Недостаточное поле изображения и ограниченная светосила были причиной тому, что развитие базовой конструкции Триплета Кука началось сразу, и пошло несколькими путями.
Одним из таких направлений стало усложнение его компонентов путём замены простых линз склейками из оптического стекла разных сортов. Так, например, в 1900 году, заменив обе положительные линзы склеенными дублетами, Карл Гардинг (нем. Carl August Hans Harting) из Voightländer & Sohn создал свой «Гелиар», а в 1903 году — «Динар» и Oxyn (репродукционный). Из более поздних разработок можно упомянуть объективы «Гектор» и «Тамбар», рассчитанные Максом Береком (нем. Max Berek) для Ernst Leitz, где склеенным дублетом заменена средняя рассеивающая линза. Причём применение склеек продиктовано необходимостью исправить монохроматические аберрации наклонных пучков (кому, астигматизм и кривизну поля) и никак не связано с хроматическими аберрациями объектива.
Стоит также отметить, что усложнённая версия «Триплета», все три линзы которого являлись склейками, была рассчитана и самим его создателем Гарольдом Тейлором ещё в 1894 году. Сделано это было по причине ошибочного предположения о необходимости ахроматизации каждого компонента, и Тейлор нашёл такое усложнение излишним.
Другим направлением стало «расщепление» компонентов. Так, разделение задней линзы позволило несколько уменьшить аберрации наклонных пучков (в частности, аберрации высших порядков) и рассчитать объективы более светосильные, чем оригинальный Триплет Кука. Например, «Сириус» (Георгий Слюсарев, СССР) и «Пан-Тахар» (William F. Bielicke, Astro-Berlin).
Предложенное в 1898 году Эмилем фон Хёгом и Карлом Герцем (нем. Emil von Höegh, Carl Paul Goerz) разделение средней рассеивающий линзы на две привело к созданию, по сути, симметричного объектива. По сравнению с оригинальной трёхлинзовой такая конструкция лучше исправлена в отношении аберраций высших порядков, но обладает двумя лишними поверхностями, что отрицательно влияет на контраст изображения. Однако, оказавшись менее требовательными к точности изготовления, эти объективы обеспечивали достаточное, а иногда и лучшее, качество изображения. Массово выпускались в 1920-х — 1930-х годах, различными фирмами и под различными названиями. Такими как: Celor, Dogmar и Artar (Goerz), Aviar (Cook), «Ортагоз» (И. А. Турыгин, ГОМЗ), Eurynar и Ronar (Rodenstok) и другие.
Но особенно плодотворным оказалось «расщепление» передней линзы на два и более мениска. Это решение, предложенное в 1916 году Чарльзом Майнором (англ. Charles C. Minor), помогло в дальнейшем в разработке обширной группы светосильных объективов, таких как «Эрностар» и «Зоннар».

## Распространение

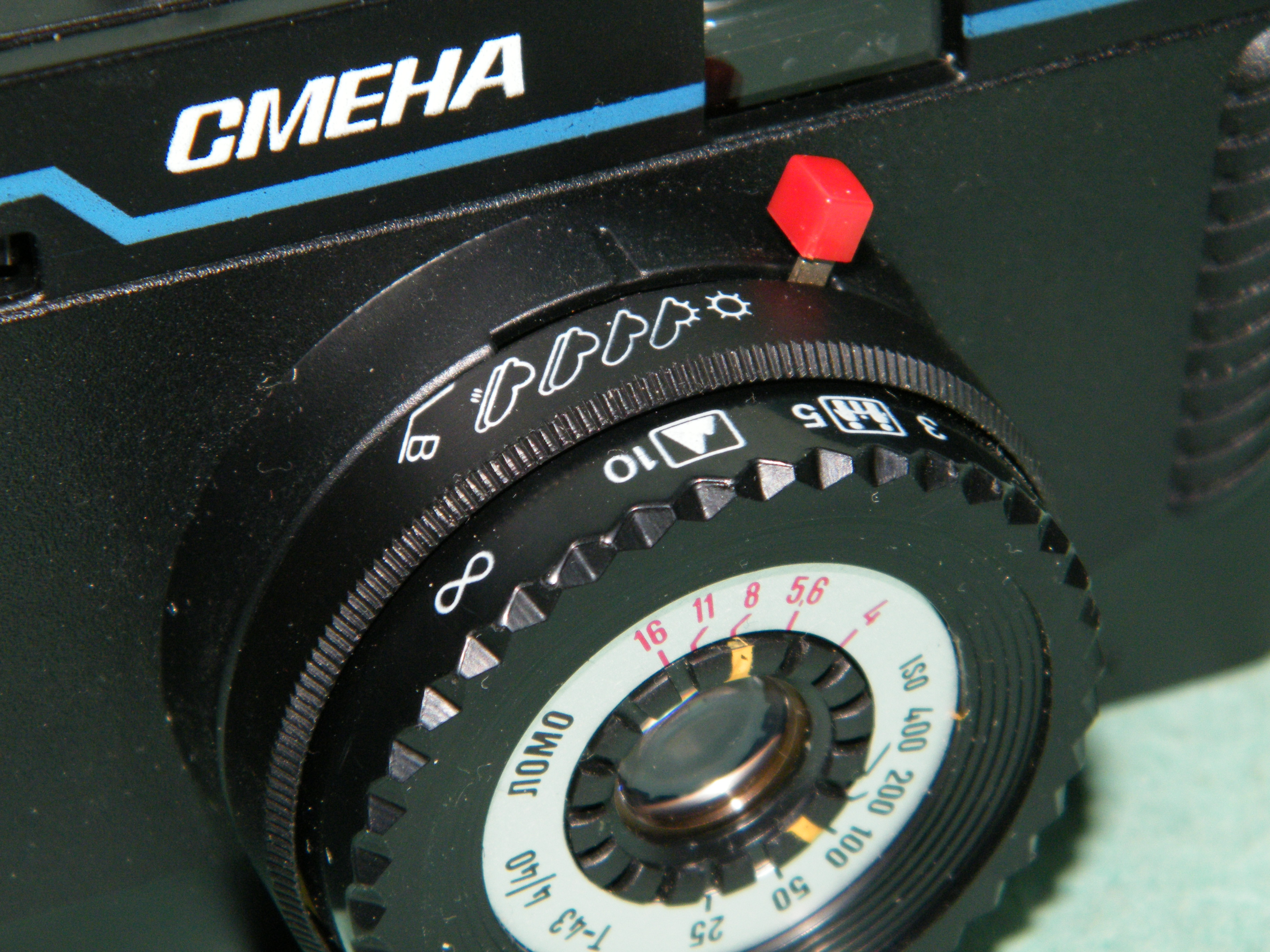
Объектив «Т-43» 4/40
Фотоаппарат «Смена-35»

Изображение приемлемого качества объектив обеспечивает при угловых полях, ограниченных 55°, а светосила не превышает f/3,5. Тем не менее, «Триплет» выпускался большинством оптических компаний на протяжении всего XX века из-за простоты его конструкции.
Так, в конце XIX и в начале XX века «Триплет» широко применялся в качестве «универсального» и портретного, однако в малоформатной фотографии был постепенно вытеснен более совершенными объективами. Со второй половины XX века «Триплет» стал практически стандартом для самых дешёвых фотоаппаратов и кинокамер, обеспечивая приемлемую резкость при невысокой себестоимости.
Разрешающая способность триплетов невелика и примерно равна 30 линий на мм в центре кадра и 10—15 — по полю. Предельное относительное отверстие, при котором эта схема даёт приемлемую чёткость изображения: f/4 — f/6,3, однако применение стёкол с высокими показателями преломления и некоторое уменьшение углового поля позволяет рассчитать объективы с относительным отверстием f/2,4 и разрешающей способностью до 60 линий на мм в центре и 40 по полю («Т-55» 2,4/12,5 в кинокамерах «Ломо-212» и «Ломо-216», фотоаппарат «Восход» — объектив «Т-48» 2,8/45, кинокамеры «Экран-4» и «Экран-5» — относительное отверстие f/1,8).
Оптический принцип Триплета Кука нашёл применение и в проекционных объективах. Такие объективы, в частности, широко использовались в диапроекторах для малоформатных слайдов.

### Советские объективы «Триплет»
В СССР объективы этой оптической схемы получили обозначение буквой «Т» и порядковым номером разработки (например, «Т-22») и устанавливались в недорогие фотоаппараты начального уровня, такие как «Любитель-166» или «Смена» («Вилия», «Силуэт-электро», «Орион-ЕЕ»), а также в диапроекторы и любительские 8-мм кинокамеры.
- На некоторых 8-мм любительских кинокамерах и на довоенном малоформатном фотоаппарате «Смена» устанавливались объективы «Триплет» без обозначения порядкового номера.
- Объектив «Т-22» выпускался в двух вариантах — на размер кадра 24×36 мм и 6×6 см (соответственно для малоформатной и среднеформатной фотоаппаратуры).

| Название модели          | фокусное расстояние f, мм | относительное отверстие | угловое поле, град | Разрешающая сила, лин/мм | Разрешающая сила, лин/мм | Применение |
| Название модели          | фокусное расстояние f, мм | относительное отверстие | угловое поле, град | в центре                 | по полю                  | Применение |
| «Триплет»                | 12,5                      | 1:2,8                   | -                  | -                        | -                        | 8-мм кинокамеры «Кама», «Экран», «Экран-2», «Экран-3», «Турист» |
| «Триплет»                | 12,5                      | 1:1,8                   | -                  | -                        | -                        | 8-мм кинокамеры «Экран-4», «Экран-5» |
| «Триплет»                | 50                        | 1:6,3                   | -                  | -                        | -                        | Довоенная «Смена» |
| «T-21»                   | 80                        | 1:6,8                   | -                  | -                        | -                        | «Комсомолец» |
| «T-22» (малоформатный)   | 40                        | 1:4,5                   | -                  | -                        | -                        | Послевоенная «Смена» «Смена-М» «Смена-2» «Смена-2М» «Смена-3» «Смена-4» «Весна» «Весна-2»                                                                                         |
| «T-22» (среднеформатный) | 76,2                      | 1:4,5                   | 59                 | 24                       | 12                       | поздние серии «Комсомольца» «Любитель» «Любитель-2» «Спутник» «Любитель-166» «Любитель-166В» «Любитель-166 универсал»                                                             |
| «T-26»                   | 135                       | 1:6,8                   | -                  | -                        | -                        | «Момент» и разработанный на его базе «Ученик» |
| «T-32»                   | 45                        | 1:3,5                   | -                  | -                        | -                        | «Юность» |
| «T-35»                   | 75                        | 1:4                     | -                  | -                        | -                        | «Эстафета» |
| «T-40»                   | 10                        | 1:2,8                   | -                  | -                        | -                        | 8-мм кинокамеры «Спорт», «Спорт-2», «Спорт-3» |
| «T-42»                   | 40                        | 1:5,6                   | -                  | -                        | -                        | «Смена-5» |
| «T-43»                   | 41,7                      | 1:4,0                   | 56                 | 37                       | 17                       | Фотоаппараты семейства «Смена», начиная со «Смены-6». Диафрагма 8 лепестков, встроенный центральный 5-ти лепестковый затвор. Присоединительная резьба под светофильтры М35,5х0,5. |
| «T-48»                   | 45                        | 1:2,8                   | -                  | -                        | -                        | «Восход» |
| «T-51»                   | 10                        | 1:2,8                   | 34                 | 60                       | 42                       | 8-мм кинокамеры «Спорт-4», «Аврора» (1960-е годы) |
| «T-54»                   | 16,5                      | 1:2,8                   | 24                 | 60                       | 42                       | 8-мм кинокамера «ЛОМО-212» |
| «T-55»                   | 12,5                      | 1:2,4                   | 31                 | 65                       | 37                       | 8-мм кинокамеры «ЛОМО-216», «ЛОМО-218», «Аврора-217», «Аврора-219» |
| «T-69-3»                 | 40                        | 1:4,0                   | 56                 | 48                       | 17                       | «Вилия» «Вилия-авто» «Силуэт-электро» «Орион-ЕЕ». Присоединительная резьба под светофильтры М46х0,75.                                                                             |